# Henry Temple
Henry John Temple, al 3-lea viconte Palmerston (n. 20 octombrie 1784, Broadlands⁠(d), Anglia, Regatul Marii Britanii – d. 18 octombrie 1865, Brocket Hall⁠(d), Anglia, Regatul Unit al Marii Britanii și Irlandei) a fost un politician britanic. A fost prim ministru al Marii Britanii între 1855-1858 și 1859-1865, fiind cunoscut sub numele de Lord Palmerston. Promova principiul divizării statelor europene în grupări rivale. Era adeptul echilibrului de forțe. A fost unul dintre instigatorii Războiului Crimeii.